# Don't Click Play
《Don't Click Play》는 미국의 가수 에이바 맥스의 세 번째 정규 앨범으로, 2025년 8월 22일 애틀랜틱 레코드를 통해 발매될 예정이다.

## 배경
2023년, 맥스는 두 번째 정규 앨범 《Diamonds & Dancefloors》를 발매하고 첫 단독 콘서트 투어 《On Tour (Finally)》에 나섰다. 9월에는 투어가 끝난 후 세 번째 정규 앨범 작업을 시작했다. 2025년 4월 9일, 맥스는 "Don't Click Play on Ava Max"라는 웹사이트 링크를 공유했으며, 방문자들은 "서명하기(Sign the Petition)" 버튼을 클릭하고 차기 앨범 싱글의 일부를 들어볼 수 있었다. 그녀는 5월 1일에 앨범을 공식 발표했으며, 이는 에드 시런이 그의 여덟 번째 정규 앨범 《Play》를 발표한 트윗을 인용하며 이루어졌다.

## 홍보
2024년 3월, 맥스는 자신의 싱글 〈My Oh My〉의 일부를 공개하며 새로운 시대의 시작을 암시했다. 그해 5월 《빌보드》와의 인터뷰에서 그녀는 "상처도, 남자도 없는" 상태로 세 번째 앨범 사이클을 준비하고 있다고 밝히며, 〈My Oh My〉를 "나의 시작"이라고 표현하고 개인적인 치유의 시간을 되돌아보았다. 이 곡은 원래 그녀의 세 번째 정규 앨범의 리드 싱글로 계획되었으나, 9월 20일 싱글 〈Spot a Fake〉가 발매된 후, 그녀는 이 곡만이 앨범에 수록될 예정이라고 밝혔다.
2025년 2월 7일, 맥스는 자신의 세 번째 정규 앨범의 리드 싱글로 〈Lost Your Faith〉를 발매하며 〈Spot a Fake〉는 앨범에서 제외되었음을 밝혔다. 이에 동반된 뮤직비디오는 같은 해 3월 18일 공개되었다.